# Zara Larsson/Diskografie
Diese Diskografie ist eine Übersicht über die musikalischen Werke der schwedischen Popsängerin Zara Larsson. Den Quellenangaben und Schallplattenauszeichnungen zufolge verkaufte sie bisher mehr als 37,4 Millionen Tonträger, davon alleine in ihrer Heimat über 2,4 Millionen. Ihre erfolgreichste Veröffentlichung ist die Single Lush Life mit über 7,1 Millionen verkauften Einheiten.

## Alben

### Studioalben
| Jahr | Titel Musiklabel                                   | Höchstplatzierung, Gesamtwochen, AuszeichnungChartplatzierungen (Jahr, Titel, Musiklabel, Platzierungen, Wochen, Auszeichnungen, Anmerkungen) | Höchstplatzierung, Gesamtwochen, AuszeichnungChartplatzierungen (Jahr, Titel, Musiklabel, Platzierungen, Wochen, Auszeichnungen, Anmerkungen) | Höchstplatzierung, Gesamtwochen, AuszeichnungChartplatzierungen (Jahr, Titel, Musiklabel, Platzierungen, Wochen, Auszeichnungen, Anmerkungen) | Höchstplatzierung, Gesamtwochen, AuszeichnungChartplatzierungen (Jahr, Titel, Musiklabel, Platzierungen, Wochen, Auszeichnungen, Anmerkungen) | Höchstplatzierung, Gesamtwochen, AuszeichnungChartplatzierungen (Jahr, Titel, Musiklabel, Platzierungen, Wochen, Auszeichnungen, Anmerkungen) | Höchstplatzierung, Gesamtwochen, AuszeichnungChartplatzierungen (Jahr, Titel, Musiklabel, Platzierungen, Wochen, Auszeichnungen, Anmerkungen) | Höchstplatzierung, Gesamtwochen, AuszeichnungChartplatzierungen (Jahr, Titel, Musiklabel, Platzierungen, Wochen, Auszeichnungen, Anmerkungen) | Anmerkungen                                               |
| Jahr | Titel Musiklabel                                   | DE | AT | CH | UK | US | NO | SE | Anmerkungen                                               |
| ---- | -------------------------------------------------- | --- | --- | --- | --- | --- | --- | --- | --------------------------------------------------------- |
| 2014 | 1 Record Company TEN (UMG)                         | — | — | — | — | — | NO28 (1 Wo.)NO | SE1 Platin · (50 Wo.)SE | Erstveröffentlichung: 1. Oktober 2014 Verkäufe: + 50.000  |
| 2017 | So Good Epic Records • Record Label TEN (Sony)     | DE29 (3 Wo.)DE | AT28 (1 Wo.)AT | CH15 (5 Wo.)CH | UK7 Platin · (53 Wo.)UK | US26 Platin · (23 Wo.)US | NO2 ×6Sechsfachplatin · (71 Wo.)NO | SE1 ×2Doppelplatin · (71 Wo.)SE | Erstveröffentlichung: 17. März 2017 Verkäufe: + 1.910.000 |
| 2021 | Poster Girl Epic Records • Record Label TEN (Sony) | — | — | CH67 (1 Wo.)CH | UK12 (1 Wo.)UK | US170 (1 Wo.)US | NO11 (4 Wo.)NO | SE3 Gold · (32 Wo.)SE | Erstveröffentlichung: 5. März 2021 Verkäufe: + 125.000    |
| 2024 | Venus Epic Records (Sony)                          | DE71 (1 Wo.)DE | AT63 (1 Wo.)AT | CH31 (1 Wo.)CH | UK15 (2 Wo.)UK | — | NO4 (7 Wo.)NO | SE3 Gold · (27 Wo.)SE | Erstveröffentlichung: 9. Februar 2024 Verkäufe: + 15.000  |

### EPs
| Jahr | Titel Musiklabel                                        | Höchstplatzierung, Gesamtwochen, AuszeichnungChartplatzierungen (Jahr, Titel, Musiklabel, Platzierungen, Wochen, Auszeichnungen, Anmerkungen) | Höchstplatzierung, Gesamtwochen, AuszeichnungChartplatzierungen (Jahr, Titel, Musiklabel, Platzierungen, Wochen, Auszeichnungen, Anmerkungen) | Höchstplatzierung, Gesamtwochen, AuszeichnungChartplatzierungen (Jahr, Titel, Musiklabel, Platzierungen, Wochen, Auszeichnungen, Anmerkungen) | Höchstplatzierung, Gesamtwochen, AuszeichnungChartplatzierungen (Jahr, Titel, Musiklabel, Platzierungen, Wochen, Auszeichnungen, Anmerkungen) | Höchstplatzierung, Gesamtwochen, AuszeichnungChartplatzierungen (Jahr, Titel, Musiklabel, Platzierungen, Wochen, Auszeichnungen, Anmerkungen) | Höchstplatzierung, Gesamtwochen, AuszeichnungChartplatzierungen (Jahr, Titel, Musiklabel, Platzierungen, Wochen, Auszeichnungen, Anmerkungen) | Höchstplatzierung, Gesamtwochen, AuszeichnungChartplatzierungen (Jahr, Titel, Musiklabel, Platzierungen, Wochen, Auszeichnungen, Anmerkungen) | Anmerkungen                             |
| Jahr | Titel Musiklabel                                        | DE | AT | CH | UK | US | NO | SE | Anmerkungen                             |
| ---- | ------------------------------------------------------- | --- | --- | --- | --- | --- | --- | --- | --------------------------------------- |
| 2013 | Introducing Record Company TEN (UMG)                    | — | — | — | — | — | — | — | Erstveröffentlichung: 21. Januar 2013   |
| 2013 | Allow Me to Reintroduce Myself Record Company TEN (UMG) | — | — | — | — | — | — | — | Erstveröffentlichung: 5. Juli 2013      |
| 2015 | Uncover Epic Records • Record Label TEN (Sony)          | — | — | — | — | — | — | — | Erstveröffentlichung: 16. Januar 2015   |
| 2015 | The Remixes Epic Records • Record Label TEN (Sony)      | — | — | — | — | — | — | — | Erstveröffentlichung: 18. Dezember 2015 |
| 2023 | Honor the Light Epic Records (Sony)                     | — | — | — | — | — | — | SE1 (5 Wo.)SE | Erstveröffentlichung: 1. Dezember 2023  |

## Singles

### Als Leadmusikerin
| Jahr | Titel Album                                             | Höchstplatzierung, Gesamtwochen, AuszeichnungChartplatzierungen (Jahr, Titel, Album, Platzierungen, Wochen, Auszeichnungen, Anmerkungen) | Höchstplatzierung, Gesamtwochen, AuszeichnungChartplatzierungen (Jahr, Titel, Album, Platzierungen, Wochen, Auszeichnungen, Anmerkungen) | Höchstplatzierung, Gesamtwochen, AuszeichnungChartplatzierungen (Jahr, Titel, Album, Platzierungen, Wochen, Auszeichnungen, Anmerkungen) | Höchstplatzierung, Gesamtwochen, AuszeichnungChartplatzierungen (Jahr, Titel, Album, Platzierungen, Wochen, Auszeichnungen, Anmerkungen) | Höchstplatzierung, Gesamtwochen, AuszeichnungChartplatzierungen (Jahr, Titel, Album, Platzierungen, Wochen, Auszeichnungen, Anmerkungen) | Höchstplatzierung, Gesamtwochen, AuszeichnungChartplatzierungen (Jahr, Titel, Album, Platzierungen, Wochen, Auszeichnungen, Anmerkungen) | Höchstplatzierung, Gesamtwochen, AuszeichnungChartplatzierungen (Jahr, Titel, Album, Platzierungen, Wochen, Auszeichnungen, Anmerkungen) | Anmerkungen                                                                      |
| Jahr | Titel Album                                             | DE | AT | CH | UK | US | NO | SE | Anmerkungen                                                                      |
| --- | ------------------------------------------------------- | --- | --- | --- | --- | --- | --- | --- | -------------------------------------------------------------------------------- |
| 2008 | My Heart Will Go On –                                   | — | — | — | — | — | — | SE7 (6 Wo.)SE | Erstveröffentlichung: 23. Juni 2008 Original: Céline Dion                        |
| 2013 | Uncover Introducing                                     | — | — | CH8 (30 Wo.)CH | UK— SilberUK | — | NO1 Platin · (23 Wo.)NO | SE1 ×6Sechsfachplatin · (33 Wo.)SE | Erstveröffentlichung: 21. Januar 2013 Verkäufe: + 690.000                        |
| 2013 | She’s Not Me 1                                          | — | — | — | — | — | — | SE21 Gold · (21 Wo.)SE | Erstveröffentlichung: 26. Juni 2013 Verkäufe: + 20.000                           |
| 2013 | Bad Boys 1                                              | — | — | — | — | — | — | SE27 (14 Wo.)SE | Erstveröffentlichung: 13. Oktober 2013                                           |
| 2014 | Carry You Home 1                                        | — | — | — | — | — | — | SE3 ×2Doppelplatin · (22 Wo.)SE | Erstveröffentlichung: 12. Mai 2014 Verkäufe: + 80.000                            |
| 2014 | Rooftop 1                                               | — | — | — | — | — | — | SE6 Platin · (10 Wo.)SE | Erstveröffentlichung: 15. September 2014 Verkäufe: + 85.000                      |
| 2015 | Weak Heart 1                                            | — | — | — | — | — | — | SE53 (4 Wo.)SE | Erstveröffentlichung: 12. Januar 2015                                            |
| 2015 | Lush Life So Good                                       | DE4 ×2Doppelplatin · (48 Wo.)DE | AT4 Platin · (34 Wo.)AT | CH3 ×2Doppelplatin · (48 Wo.)CH | UK3 ×4Vierfachplatin · (56 Wo.)UK | US75 Platin · (3 Wo.)US | NO2 ×4Vierfachplatin · (24 Wo.)NO | SE1 ×10Zehnfachplatin · (89 Wo.)SE | Erstveröffentlichung: 5. Juni 2015 Verkäufe: + 7.168.333                         |
| 2015 | Never Forget You So Good                                | DE20 Platin · (41 Wo.)DE | AT44 (30 Wo.)AT | CH32 Platin · (35 Wo.)CH | UK5 ×3Dreifachplatin · (47 Wo.)UK | US13 ×3Dreifachplatin · (23 Wo.)US | NO2 ×3Dreifachplatin · (20 Wo.)NO | SE1 ×5Fünffachplatin · (48 Wo.)SE | Erstveröffentlichung: 22. Juli 2015 Verkäufe: + 6.815.000; mit MNEK              |
| 2016 | Ain’t My Fault So Good                                  | DE16 Gold · (19 Wo.)DE | AT20 (16 Wo.)AT | CH43 Gold · (15 Wo.)CH | UK13 Platin · (21 Wo.)UK | US76 Platin · (7 Wo.)US | NO8 ×2Doppelplatin · (13 Wo.)NO | SE1 ×3Dreifachplatin · (36 Wo.)SE | Erstveröffentlichung: 2. September 2016 Verkäufe: + 2.766.666                    |
| 2016 | I Would Like So Good                                    | DE56 (9 Wo.)DE | AT72 (1 Wo.)AT | CH55 Gold · (12 Wo.)CH | UK2 Platin · (27 Wo.)UK | — | NO23 Platin · (11 Wo.)NO | SE4 Platin · (26 Wo.)SE | Erstveröffentlichung: 11. November 2016 Verkäufe: + 1.110.000                    |
| 2017 | So Good                                                 | DE99 (1 Wo.)DE | — | CH89 (1 Wo.)CH | UK44 (4 Wo.)UK | — | NO27 Gold · (3 Wo.)NO | SE7 Platin · (13 Wo.)SE | Erstveröffentlichung: 27. Januar 2017 Verkäufe: + 160.000; feat. Ty Dolla Sign   |
| 2017 | Don’t Let Me Be Yours So Good                           | — | — | — | — | — | — | SE36 (3 Wo.)SE | Erstveröffentlichung: 12. Mai 2017                                               |
| 2017 | Only You So Good                                        | DE—*DE | AT—*AT | CH—*CH | — | — | NO39 Platin · (2 Wo.)NO | SE5 (31 Wo.)SE | Erstveröffentlichung: 11. August 2017 Verkäufe: + 60.000; * mit Nena             |
| 2018 | Ruin My Life Poster Girl                                | DE62 (13 Wo.)DE | AT51 (10 Wo.)AT | CH71 (8 Wo.)CH | UK9 Platin · (17 Wo.)UK | US76 Gold · (7 Wo.)US | NO14 ×2Doppelplatin · (10 Wo.)NO | SE2 ×3Dreifachplatin · (25 Wo.)SE | Erstveröffentlichung: 18. Oktober 2018 Verkäufe: + 1.890.000                     |
| 2019 | Don’t Worry Bout Me Poster Girl (Japanese Edition)      | — | — | — | UK34 Silber · (10 Wo.)UK | — | NO26 Gold · (2 Wo.)NO | SE7 Gold · (9 Wo.)SE | Erstveröffentlichung: 28. März 2019 Verkäufe: + 330.000                          |
| 2019 | Wow Poster Girl                                         | — | — | — | UK— SilberUK | — | — | SE27 (6 Wo.)SE | Erstveröffentlichung: 26. April 2019 Verkäufe: + 290.000                         |
| 2019 | All the Time Poster Girl (Japanese Edition)             | — | — | — | UK58 Silber · (10 Wo.)UK | — | NO— GoldNO | SE19 Platin · (9 Wo.)SE | Erstveröffentlichung: 21. Juni 2019 Verkäufe: + 415.000                          |
| 2019 | Invisible Music from the Netflix Film Klaus             | — | — | — | — | — | — | SE44 (2 Wo.)SE | Erstveröffentlichung: 8. November 2019                                           |
| 2020 | Love Me Land Poster Girl                                | — | — | — | — | — | — | SE8 Platin · (12 Wo.)SE | Erstveröffentlichung: 10. Juli 2020 Verkäufe: + 80.000                           |
| 2021 | Talk About Love Poster Girl                             | — | — | — | — | — | — | SE21 (4 Wo.)SE | Erstveröffentlichung: 1. Januar 2021 feat. Young Thug                            |
| 2021 | Look What You’ve Done Poster Girl                       | — | — | — | — | — | — | SE24 Platin · (15 Wo.)SE | Erstveröffentlichung: 22. Februar 2021 Verkäufe: + 80.000                        |
| 2021 | Morning (Billen Ted Remix) Poster Girl (Summer Edition) | — | — | — | — | — | — | SE85 (1 Wo.)SE | Erstveröffentlichung: 18. Juni 2021                                              |
| 2023 | Can’t Tame Her Venus                                    | DE— aDE | AT— GoldAT | CH— GoldCH | UK25 Gold · (16 Wo.)UK | — | NO7 (35 Wo.)NO | SE5 Platin · (52 Wo.)SE | Erstveröffentlichung: 26. Januar 2023 Verkäufe: + 624.000                        |
| 2023 | End of Time Venus                                       | — | — | — | — | — | — | SE52 (4 Wo.)SE | Erstveröffentlichung: 19. Mai 2023                                               |
| 2023 | On My Love Venus                                        | DE80 (1 Wo.)DE | — | CH56 (1 Wo.)CH | UK15 Gold · (29 Wo.)UK | — | NO9 (5 Wo.)NO | SE3 Gold · (18 Wo.)SE | Erstveröffentlichung: 14. September 2023 Verkäufe: + 640.000; feat. David Guetta |
| 2023 | Memory Lane Honor the Light                             | DE— bDE | — | — | — | — | — | SE15 (11 Wo.)SE | Erstveröffentlichung: 24. November 2023 Doppel-A-Single                          |
| 2023 | Winter Song Honor the Light                             | — | — | — | — | — | — | SE69 (4 Wo.)SE | Erstveröffentlichung: 24. November 2023 Doppel-A-Single                          |
| 2024 | You Love Who You Love Venus                             | — | — | — | — | — | NO28 (2 Wo.)NO | SE8 (10 Wo.)SE | Erstveröffentlichung: 19. Januar 2024                                            |
| 2025 | Pretty Ugly –                                           | — | — | — | — | — | — | SE14 (2 Wo.)SE | Erstveröffentlichung: 25. April 2025                                             |
| 2025 | Midnight Sun –                                          | — | — | — | — | — | — | SE9 (… Wo.)SE | Erstveröffentlichung: 13. Juni 2025                                              |
| Folgende Lieder erschienen nicht als Single, wurden aber durch das Album zum Download und Streaming bereitgestellt und konnten somit eine Platzierung erlangen: |                                                         | | | | | | | |                                                                                  |
| |                                                         | | | | | | | |                                                                                  |
| 2013 | When Worlds Collide Introducing                         | — | — | — | — | — | — | SE26 (6 Wo.)SE | Charteinstieg: 1. Februar 2013                                                   |
| 2013 | It’s a Wrap Introducing                                 | — | — | — | — | — | — | SE43 (4 Wo.)SE | Charteinstieg: 8. Februar 2013                                                   |
| 2013 | Under My Shades Introducing                             | — | — | — | — | — | — | SE45 (3 Wo.)SE | Charteinstieg: 8. Februar 2013                                                   |
| 2017 | TG4M So Good                                            | — | — | — | — | — | NO— GoldNO | SE19 Platin · (8 Wo.)SE | Charteinstieg: 24. März 2017 Verkäufe: + 110.000                                 |
| 2017 | One Mississippi So Good                                 | — | — | — | — | — | — | SE26 (6 Wo.)SE | Charteinstieg: 24. März 2017                                                     |
| 2017 | I Can’t Fall in Love Without You So Good                | — | — | — | UK— SilberUK | — | — | SE29 ×2Doppelplatin · (13 Wo.)SE | Charteinstieg: 24. März 2017 Verkäufe: + 505.000                                 |
| 2017 | What They Say So Good                                   | — | — | — | — | — | — | SE31 (3 Wo.)SE | Charteinstieg: 24. März 2017                                                     |
| 2017 | Funeral So Good                                         | — | — | — | — | — | — | SE46 (2 Wo.)SE | Charteinstieg: 24. März 2017                                                     |
| 2017 | Sundown So Good                                         | — | — | — | — | — | — | SE51 (2 Wo.)SE | Charteinstieg: 24. März 2017 feat. Wizkid                                        |
| 2017 | Make That Money Girl So Good                            | — | — | — | — | — | — | SE57 (1 Wo.)SE | Charteinstieg: 24. März 2017                                                     |
| 2018 | Mary, Did You Know? The Star (O.S.T.)                   | — | — | — | — | — | — | SE55 (1 Wo.)SE | Charteinstieg: 28. Dezember 2018 Original: Michael English                       |
| 2021 | Need Someone Poster Girl                                | — | — | — | — | — | — | SE46 (2 Wo.)SE | Charteinstieg: 12. März 2021                                                     |
| 2021 | I Need Love Poster Girl (Summer Edition)                | — | — | — | — | — | — | SE36 (5 Wo.)SE | Charteinstieg: 16. Juli 2021 feat. Trevor Daniel                                 |
| 2023 | Silent Night Honor the Light                            | — | — | — | — | — | — | SE39 (4 Wo.)SE | Charteinstieg: 8. Dezember 2023 Original: Traditional                            |
| 2023 | Tänd ett ljus Honor the Light                           | — | — | — | — | — | — | SE56 (4 Wo.)SE | Charteinstieg: 8. Dezember 2023                                                  |
| 2024 | Ammunition Venus                                        | — | — | — | — | — | — | SE35 (3 Wo.)SE | Charteinstieg: 16. Februar 2024                                                  |

### Als Gastmusikerin
| Jahr | Titel Album                                | Höchstplatzierung, Gesamtwochen, AuszeichnungChartplatzierungen (Jahr, Titel, Album, Platzierungen, Wochen, Auszeichnungen, Anmerkungen) | Höchstplatzierung, Gesamtwochen, AuszeichnungChartplatzierungen (Jahr, Titel, Album, Platzierungen, Wochen, Auszeichnungen, Anmerkungen) | Höchstplatzierung, Gesamtwochen, AuszeichnungChartplatzierungen (Jahr, Titel, Album, Platzierungen, Wochen, Auszeichnungen, Anmerkungen) | Höchstplatzierung, Gesamtwochen, AuszeichnungChartplatzierungen (Jahr, Titel, Album, Platzierungen, Wochen, Auszeichnungen, Anmerkungen) | Höchstplatzierung, Gesamtwochen, AuszeichnungChartplatzierungen (Jahr, Titel, Album, Platzierungen, Wochen, Auszeichnungen, Anmerkungen) | Höchstplatzierung, Gesamtwochen, AuszeichnungChartplatzierungen (Jahr, Titel, Album, Platzierungen, Wochen, Auszeichnungen, Anmerkungen) | Höchstplatzierung, Gesamtwochen, AuszeichnungChartplatzierungen (Jahr, Titel, Album, Platzierungen, Wochen, Auszeichnungen, Anmerkungen) | Anmerkungen                                                                                    |
| Jahr | Titel Album                                | DE | AT | CH | UK | US | NO | SE | Anmerkungen                                                                                    |
| ---- | ------------------------------------------ | --- | --- | --- | --- | --- | --- | --- | ---------------------------------------------------------------------------------------------- |
| 2016 | Girls Like Youth                           | DE83 Gold · (7 Wo.)DE | — | — | UK5 ×2Doppelplatin · (31 Wo.)UK | — | NO30 ×2Doppelplatin · (8 Wo.)NO | SE21 (26 Wo.)SE | Erstveröffentlichung: 26. Februar 2016 Verkäufe: + 1.800.000; Tinie Tempah feat. Zara Larsson  |
| 2016 | This One’s for You So Good (Japan Edition) | DE1 Gold · (21 Wo.)DE | AT2 Gold · (19 Wo.)AT | CH1 Gold · (24 Wo.)CH | UK16 Gold · (18 Wo.)UK | US— GoldUS | NO4 ×2Doppelplatin · (17 Wo.)NO | SE3 (23 Wo.)SE | Erstveröffentlichung: 13. Mai 2016 Verkäufe: + 1.828.333; David Guetta feat. Zara Larsson      |
| 2017 | Symphony What Is Love? • So Good           | DE9 ×3Dreifachgold · (27 Wo.)DE | AT13 Platin · (23 Wo.)AT | CH6 ×2Doppelplatin · (43 Wo.)CH | UK1 ×4Vierfachplatin · (53 Wo.)UK | US— PlatinUS | NO1 ×4Vierfachplatin · (19 Wo.)NO | SE1 (53 Wo.)SE | Erstveröffentlichung: 17. März 2017 Verkäufe: + 6.133.333; Clean Bandit feat. Zara Larsson     |
| 2019 | Holding Out for You Paranoia Airlines      | — | — | — | — | — | — | — | Erstveröffentlichung: 11. Januar 2019 Verkäufe: + 25.000; Fedez feat. Zara Larsson             |
| 2019 | Now You’re Gone What a Time to Be Alive    | — | — | — | UK79 Silber · (7 Wo.)UK | — | — | — | Erstveröffentlichung: 31. Mai 2019 Verkäufe: + 200.000; Tom Walker feat. Zara Larsson          |
| 2019 | A Brand New Day BTS World                  | — | — | — | — | — | — | — | Erstveröffentlichung: 14. Juni 2019 BTS feat. Zara Larsson                                     |
| 2020 | Like It Is Golden Hour                     | DE41 (5 Wo.)DE | AT37 (3 Wo.)AT | CH9 (7 Wo.)CH | UK49 Silber · (14 Wo.)UK | — | NO3 Platin · (11 Wo.)NO | SE4 (18 Wo.)SE | Erstveröffentlichung: 27. März 2020 Verkäufe: + 370.000; Kygo mit Zara Larsson & Tyga          |
| 2020 | Times Like These –                         | — | — | — | UK1 (8 Wo.)UK | — | — | — | Erstveröffentlichung: 23. April 2020 als Teil der Live Lounge Allstars; Original: Foo Fighters |
| 2020 | Säg mig var du står –                      | — | — | — | — | — | — | SE2 ×3Dreifachplatin · (56 Wo.)SE | Erstveröffentlichung: 28. August 2020 Verkäufe: + 240.000; Carola feat. Zara Larsson           |
| 2022 | Words –                                    | — | — | — | UK36 Gold · (18 Wo.)UK | — | NO15 (26 Wo.)NO | SE5 (32 Wo.)SE | Erstveröffentlichung: 22. April 2022 Verkäufe: + 770.000; Alesso feat. Zara Larsson            |

## Musikvideos
| Jahr | Titel                   | Regie                                                        |
| ---- | ----------------------- | ------------------------------------------------------------ |
| 2013 | Under My Shades         | Måns Nyman                                                   |
| 2013 | She’s Not Me (Pt. 1)    | Måns Nyman                                                   |
| 2013 | She’s Not Me (Pt. 2)    |                                                              |
| 2013 | Love Again              | Zara Larsson                                                 |
| 2013 | Bad Boys                | Måns Nyman                                                   |
| 2014 | Carry You Home          | Emil Nava                                                    |
| 2014 | Rooftop                 | Måns Nyman                                                   |
| 2014 | Weak Heart              | David Soutar                                                 |
| 2015 | Uncover                 | A.V. Rockwell                                                |
| 2015 | Lush Life               | Måns Nyman (Originalversion) Mary Clerté (Alternate version) |
| 2015 | Never Forget You        | Richard Paris Wilson                                         |
| 2016 | Ain’t My Fault          | Emil Nava                                                    |
| 2016 | This One’s for You      | Hannah Lux Davis                                             |
| 2016 | Girls Like              | Craig Moore                                                  |
| 2017 | So Good                 | Sarah McColgan                                               |
| 2017 | Symphony                | Grace Chatto, Jack Patterson                                 |
| 2017 | Don’t Let Me Be Yours   | Daniel Kaufman                                               |
| 2018 | Ruin My Life            | Charlotte Rutherford                                         |
| 2019 | Holding Out for You     | Mauro Russo                                                  |
| 2019 | Don’t Worry Bout Me     | Grant Spanier                                                |
| 2019 | Now You’re Gone         | Tim Mattia                                                   |
| 2019 | All the Time            | Alexandre Moors                                              |
| 2019 | A Brand New Day         |                                                              |
| 2019 | Invisible               | Sarah McColgan                                               |
| 2020 | Like It Is              | Connor Brashier                                              |
| 2020 | Times Like These        |                                                              |
| 2020 | Love Me Land            | Viivi Huuska                                                 |
| 2020 | WOW                     | Emil Nava (2 Versionen)                                      |
| 2021 | Talk About Love         | Zara Larsson, Ryder Ripps                                    |
| 2021 | Right Here (Alok Remix) | Viivi Huuska                                                 |
| 2022 | Words                   | Jason Lester                                                 |
| 2023 | Can’t Tame Her          | Global                                                       |
| 2023 | End of Time             | Jonathan Baker, Josh Baker                                   |
| 2023 | On My Love              | Zara Larsson, Mutant                                         |
| 2024 | You Love Who You Love   | Viivi Huuska, Zara Larsson                                   |
| 2025 | Pretty Ugly             |                                                              |

## Promoveröffentlichungen
Promo-Singles

| Jahr | Titel Album                          | Höchstplatzierung, Gesamtwochen, AuszeichnungChartplatzierungen (Jahr, Titel, Album, Platzierungen, Wochen, Auszeichnungen, Anmerkungen) | Höchstplatzierung, Gesamtwochen, AuszeichnungChartplatzierungen (Jahr, Titel, Album, Platzierungen, Wochen, Auszeichnungen, Anmerkungen) | Höchstplatzierung, Gesamtwochen, AuszeichnungChartplatzierungen (Jahr, Titel, Album, Platzierungen, Wochen, Auszeichnungen, Anmerkungen) | Höchstplatzierung, Gesamtwochen, AuszeichnungChartplatzierungen (Jahr, Titel, Album, Platzierungen, Wochen, Auszeichnungen, Anmerkungen) | Höchstplatzierung, Gesamtwochen, AuszeichnungChartplatzierungen (Jahr, Titel, Album, Platzierungen, Wochen, Auszeichnungen, Anmerkungen) | Höchstplatzierung, Gesamtwochen, AuszeichnungChartplatzierungen (Jahr, Titel, Album, Platzierungen, Wochen, Auszeichnungen, Anmerkungen) | Höchstplatzierung, Gesamtwochen, AuszeichnungChartplatzierungen (Jahr, Titel, Album, Platzierungen, Wochen, Auszeichnungen, Anmerkungen) | Anmerkungen                                                                     |
| Jahr | Titel Album                          | DE | AT | CH | UK | US | NO | SE | Anmerkungen                                                                     |
| ---- | ------------------------------------ | --- | --- | --- | --- | --- | --- | --- | ------------------------------------------------------------------------------- |
| 2015 | Lush Life / Never Forget You So Good | — | — | — | — | — | — | — | Erstveröffentlichung: 2015 Veröffentlichung nur in Japan                        |
| 2017 | Spotify Singles So Good              | — | — | — | — | — | — | — | Erstveröffentlichung: 5. April 2017 Inhalt: So Good + Sexual; Spotify-Exclusive |
| 2021 | Nobody Is an Island –                | — | — | — | — | — | — | — | Erstveröffentlichung: 23. April 2021                                            |
| 2022 | Lay All Your Love on Me –            | — | — | — | — | — | — | SE16 Platin · (15 Wo.)SE | Erstveröffentlichung: 27. Mai 2022 Verkäufe: + 80.000; Spotify-Exclusive        |

## Sonderveröffentlichungen
| Jahr | Titel Album                              | Anmerkungen                                                             |
| ---- | ---------------------------------------- | ----------------------------------------------------------------------- |
| 2017 | Girls Like Youth                         | Erstveröffentlichung: 14. April 2017 Tinie Tempah feat. Zara Larsson    |
| 2018 | Either Poo Bear Presents Bearthday Music | Erstveröffentlichung: 27. April 2018 Poo Bear feat. Zara Larsson        |
| 2018 | Symphony What Is Love?                   | Erstveröffentlichung: 30. November 2018 Clean Bandit feat. Zara Larsson |
| 2019 | Holding Out for You Paranoia Airlines    | Erstveröffentlichung: 25. Januar 2019 Fedez feat. Zara Larsson          |
| 2019 | Now You’re Gone What a Time to Be Alive  | Erstveröffentlichung: 1. März 2019 Tom Walker feat. Zara Larsson        |
| 2019 | A Brand New Day BTS World                | Erstveröffentlichung: 28. Juni 2019 BTS feat. Zara Larsson              |
| 2020 | Like It Is Golden Hour                   | Erstveröffentlichung: 29. Mai 2020 Kygo mit Zara Larsson & Tyga         |

| Jahr | Titel Soundtrack                               | Anmerkungen                                                       |
| ---- | ---------------------------------------------- | ----------------------------------------------------------------- |
| 2017 | Mary, Did You Know? Bo und der Weihnachtsstern | Erstveröffentlichung: 17. November 2017 Original: Michael English |
| 2019 | Invisible Klaus                                | Erstveröffentlichung: 8. November 2019                            |

## Statistik

### Chartauswertung
|                     | DE    | AT    | CH    | UK    | US    | NO    | SE    |
| ------------------- | ----- | ----- | ----- | ----- | ----- | ----- | ----- |
| Nummer-eins-Alben   | DE—DE | AT—AT | CH—CH | UK—UK | US—US | NO—NO | SE3SE |
| Top-10-Alben        | DE—DE | AT—AT | CH—CH | UK1UK | US—US | NO2NO | SE5SE |
| Alben in den Charts | DE2DE | AT2AT | CH3CH | UK3UK | US2US | NO4NO | SE5SE |

|                       | DE     | AT    | CH     | UK     | US    | NO     | SE     |
| --------------------- | ------ | ----- | ------ | ------ | ----- | ------ | ------ |
| Nummer-eins-Singles   | DE1DE  | AT—AT | CH1CH  | UK2UK  | US—US | NO2NO  | SE5SE  |
| Top-10-Singles        | DE3DE  | AT2AT | CH5CH  | UK7UK  | US—US | NO9NO  | SE22SE |
| Singles in den Charts | DE11DE | AT8AT | CH11CH | UK17UK | US4US | NO17NO | SE52SE |

### Auszeichnungen für Musikverkäufe
| Land/RegionAuszeichnungen für Musikverkäufe (Land/Region, Auszeichnungen, Verkäufe, Quellen) | Silber     | Gold       | Platin         | Diamant     | Verkäufe   | Quellen                 |
| -------------------------------------------------------------------------------------------- | ---------- | ---------- | -------------- | ----------- | ---------- | ----------------------- |
| Australien (ARIA)                                                                            | —          | 2× Gold2   | 21× Platin21   | —           | 1.540.000  | aria.com.au             |
| Belgien (BRMA)                                                                               | —          | 3× Gold3   | 5× Platin5     | —           | 200.000    | ultratop.be             |
| Brasilien (PMB)                                                                              | —          | 5× Gold5   | 14× Platin14   | —           | 660.000    | pro-musicabr.org.br BR2 |
| Dänemark (IFPI)                                                                              | —          | 5× Gold5   | 22× Platin22   | —           | 1.615.000  | ifpi.dk                 |
| Deutschland (BVMI)                                                                           | —          | 4× Gold4   | 4× Platin4     | —           | 2.400.000  | musikindustrie.de       |
| Frankreich (SNEP)                                                                            | —          | 3× Gold3   | Platin1        | 3× Diamant3 | 1.091.665  | snepmusique.com         |
| Italien (FIMI)                                                                               | —          | 4× Gold4   | 12× Platin12   | —           | 725.000    | fimi.it                 |
| Japan (RIAJ)                                                                                 | —          | —          | Platin1        | —           | —          | riaj.or.jp              |
| Kanada (MC)                                                                                  | —          | 5× Gold5   | 22× Platin22   | —           | 1.960.000  | musiccanada.com         |
| Mexiko (AMPROFON)                                                                            | —          | 2× Gold2   | 2× Platin2     | —           | 180.000    | amprofon.com.mx         |
| Neuseeland (RMNZ)                                                                            | —          | 3× Gold3   | 22× Platin22   | —           | 630.000    | radioscope.co.nz NZ2    |
| Niederlande (NVPI)                                                                           | —          | Gold1      | Platin1        | —           | 50.000     | nvpi.nl                 |
| Norwegen (IFPI)                                                                              | —          | 4× Gold4   | 29× Platin29   | —           | 1.530.000  | ifpi.no                 |
| Österreich (IFPI)                                                                            | —          | 2× Gold2   | 2× Platin2     | —           | 90.000     | ifpi.at                 |
| Polen (ZPAV)                                                                                 | —          | 6× Gold6   | 8× Platin8     | 2× Diamant2 | 705.000    | olis.pl                 |
| Portugal (AFP)                                                                               | —          | 2× Gold2   | 3× Platin3     | —           | 40.000     | Einzelnachweise         |
| Schweden (IFPI)                                                                              | —          | 4× Gold4   | 47× Platin47   | —           | 2.550.000  | sverigetopplistan.se    |
| Schweiz (IFPI)                                                                               | —          | 4× Gold4   | 5× Platin5     | —           | 165.000    | hitparade.ch            |
| Spanien (Promusicae)                                                                         | —          | 3× Gold3   | 6× Platin6     | —           | 430.000    | elportaldemusica.es     |
| Ungarn (MAHASZ)                                                                              | —          | —          | Platin1        | —           | 4.000      | slagerlistak.hu         |
| Vereinigte Staaten (RIAA)                                                                    | —          | 2× Gold2   | 7× Platin7     | —           | 8.500.000  | riaa.com                |
| Vereinigtes Königreich (BPI)                                                                 | 7× Silber7 | 4× Gold4   | 17× Platin17   | —           | 12.900.000 | bpi.co.uk               |
| Insgesamt                                                                                    | 7× Silber7 | 70× Gold70 | 252× Platin252 | 5× Diamant5 |            |                         |